# Homaxinella subdola
Homaxinella subdola (лат.) — морская губка из отряда Suberitida класса обыкновенных губок. Имеет разветвлённую, часто стебельчатую форму. Толщина ветвей 2—6 мм, высота губки до 20 см. Она гибкая и прочная, с гладкой ровной поверхностью оранжевого или желтоватого цвета. Встречается на глубинах от 22 до 245 м в Тихом океане в Японском, Охотском и Беринговом морях, также у Курильских островов и в северной части Атлантического океана.